# جو تیپت
جو تیپت (انگلیسی: Joe Tippett؛ زادهٔ ۱ مارس ۱۹۸۲) بازیگر اهل ایالات متحده آمریکا است.
از فیلم‌ها یا برنامه‌های تلویزیونی که وی در آن نقش داشته‌است می‌توان به میر اهل ایست‌تاون اشاره کرد.